# Нага (группа народов)

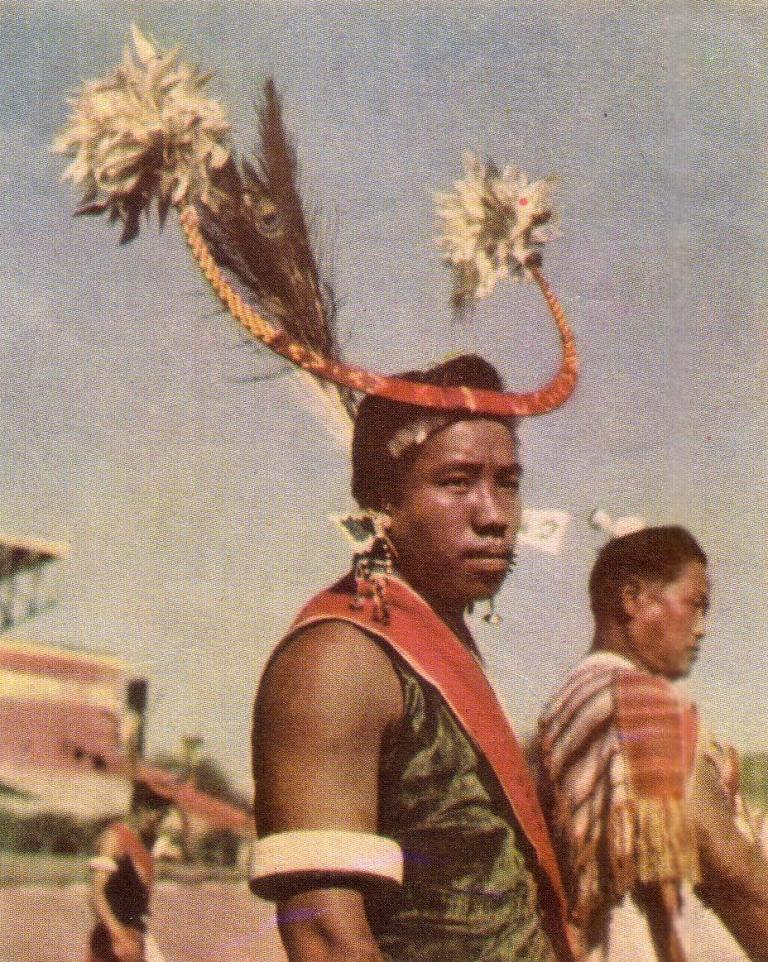
Танцор одного из племён нага

На́га — группа родственных чинским горных племён и народностей (ангами, ао, суми, лотха, лиангмай, мао, марам, поумай, ренгма, ронгмей, сангтам, зелиангронг, всего более двадцати), большинство которых населяет штат Нагаленд, частично Манипур, Аруначал-Прадеш и Ассам в северо-восточной части Индии, а также северо-запад Мьянмы. 
Нага говорят на языках тибето-бирманской подсемьи сино-тибетской семьи, однако при этом достаточно изолированы друг от друга. 
Основа хозяйства этих народностей — земледелие — в основном, выращивание риса. Развиты также скотоводство, охота и рыболовство на реках. 
Общая численность группы нага превышает 2 млн человек. Среди них сохраняются древние анимистические верования (культы духов природы, камней и др.), широко распространены татуировки. В городах наиболее распространено христианство.

## Нага
Нага включают около 40 народностей и считаются одним из крупнейших сообществ, проживающих на территории Индии и Мьянмы. Численность нага составляет около 2 млн. Проживают на территории 4 штатов: Нагаленд, Манипур, Ассам, Аруначал, а также на приграничных территориях Мьянмы. 
Нага относятся к монголоидной расе и говорят на ряде языков центральной группы сино-тибетской семьи тибето-бирманской ветви (часть — на куки-чинских языках). 
Большинство нага являются баптистами, остальные придерживаются традиционных верований.

## Деревня

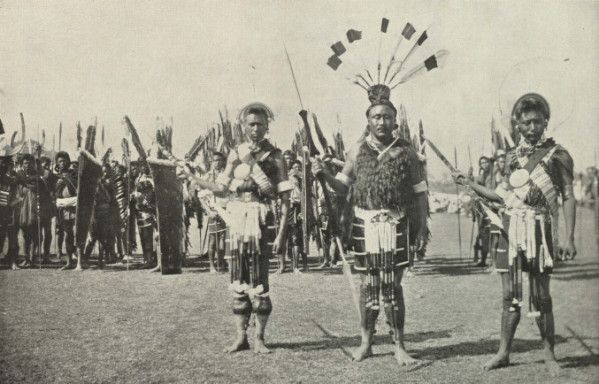
Нага в 1905 г.

Большинство нага проживают в деревнях, обычно расположенных на холмах. Распространены дома каркасного типа и однокамерные свайные дома. Мужские дома выделяются различными украшениями. Каждая деревня чётко выстроена на чётко определённой территории. Она держится на социальных, экономических, политических и ритуальных связях, при этом деревни нага зависимы друг от друга в различных отношениях. У каждой деревни есть свой собственный отличительный знак. Она является важным местом средоточия традиций и культуры нага.

## Образ жизни
Образ жизни нага доказывает глубину их знаний, связанных с окружающей природной средой, и богатство социальных и культурных норм в их обществе. Экономика нага зависит от окружающей природной среды и её состояния, так как бо́льшая часть народа по-прежнему состоит из земледельцев, а основными видами экономической деятельности являются террасное земледелие, подсечно-огневое земледелие. Рыболовство, охота, керамика, кузнечное дело, плетение корзин и лесное хозяйство дополняют это.

## Одежда

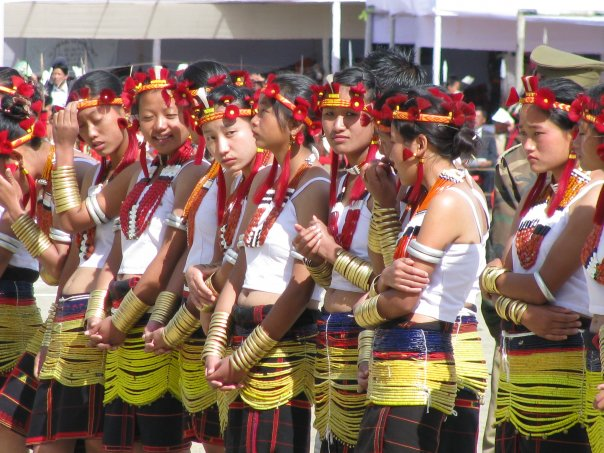
Девушки нага в традиционной одежде

Традиционная одежда: накидки и домотканые одеяла, мужские набедренные повязки, женские юбки до колен. Традиционная расцветка — полосатая. Различные группы нага носят разные цвета. Одежда воинов украшается ракушками и пучками волос, пышная диадема из птичьих перьев, большой щит из звериной кожи. Есть и те, кто ходит в одежде европейского типа.

## Еда
Основная пища — злаки, овощи, фрукты, крупы, мясо. Распространено поедание мяса собак. 

## Семья
В семье вся власть в руках отца, мужа. Нага живут в нуклеарных семьях, которые состоят из мужа, жены и незрелых неженатых детей. Когда сын женится, родители и другие дети съезжают из дома и заселяют ново-построенный дом, а женившийся сын наследует дом родителей.

## Женщины нага
Женщины в обществе нага очень значимы как в семье, так и в целом в обществе. Несмотря на то, что мужчины обладают большими правами, нага не издеваются над женщинами, они не являются рабынями или чьей-то собственностью. Большинство женщин — домохозяйки, после свадьбы они ведут домашнее хозяйство и воспитывают детей. Мать является первым человеком, кто учит детей социальному этикету и нравственности в обществе.

## Вожди деревень нага
У нага нет наследственного вождя, поэтому глава деревни выбирается, им человек чаще всего становится за счёт своих качеств и опыта. Управление деревни основывается на демократии, внутри общества нет никаких притеснений и дискриминации.